# 大哈兰农村居民点
大哈兰农村居民点（俄语：Большехаланское сельское поселение）是俄罗斯联邦别尔哥罗德州科罗恰区所属的一个农村居民点。其下辖有1个居民点，行政中心为大哈兰。据2016年统计，该农村居民点的人口为819人。